# Bni Chiker
Bni Chiker (franska: Bni Chiker (CR), Bni Chiker (Commune Rurale), arabiska: بني بويفرور) är en kommun i Marocko.   Den ligger i provinsen Nador och regionen Oriental, i den nordöstra delen av landet, 400 km öster om huvudstaden Rabat. Antalet invånare är 18 862.